# كلاوديو ليديسما
كلاوديو ليديسما (بالإنجليزية: Claudio Ledesma؛ مواليد 2 أبريل 1983) هو مُقاتل فنون قتالية مختلطة أمريكي.

## وصلات خارجية
- كلاوديو ليديسما على موقع بيلاتور (الإنجليزية)
- كلاوديو ليديسما على موقع شيردوغ (الإنجليزية)
- كلاوديو ليديسما على موقع IMDb (الإنجليزية)